# Gloeomucro asahimontanus
Gloeomucro asahimontanus é uma espécie de fungo pertencente à família Hydnaceae.